# Frauenkogel (Gösting)
Der Frauenkogel (auch Frauenberg genannt) ist ein 561 m ü. A. hoher Hügel im westlichen Teil des Grazer Berglandes im österreichischen Bundesland Steiermark. Die Erhebung befindet sich im Nordwesten der Landeshauptstadt Graz. Am Westhang befinden sich die denkmalgeschützten Reste einer frühmittelalterlichen Fliehburg (Listeneintrag).

## Lage und Umgebung
Der Frauenkogel erhebt sich im Grazer Stadtbezirk Gösting linksseitig etwa 150 Meter über dem Thaler Graben. Er bildet einen südlichen Ausläufer des Steinkogel-Zuges. Im Westen wird der Frauenkogel durch zwei südwärts ziehende Gräben vom Thaler Becken mit der Ortschaft Oberbichl getrennt. Südseitig durchbricht der Winkelbach im Fuchsloch den Hügelkamm, trennt  den Frauenkogel vom Madersberg und bildet die Stadtgrenze. Zur Unterscheidung vom nur 2,3 Kilometer nordwestlich gelegenen Frauenkogel bei Straßengel wird der Hügel von der lokalen Bevölkerung auch als Frauenberg bezeichnet. Er ist Teil des Landschaftsschutzgebiets Westliches Berg- und Hügelland von Graz (LSG-39).

## Geologie und Geomorphologie
Der Frauenkogel gehört zum Grazer Paläozoikum und besteht aus den sogenannten Barrandeischichten, einer Folge dunkler, fossilreicher Bankkalke. Das Liegende bilden helle und dunkelgraue Dolomite. Westseitig treten großflächig pleistozäne Lösslehme an die Oberfläche. Bis hinunter zum Madersberg finden sich ebenflächige, dunkle Tonschiefereinschaltungen, weshalb in der Literatur auch von tonigen Choneten-Kalkschiefern die Rede ist. Die blaugrauen bis gelblich getönten, hell anwitternden Kalke sind von einer Conodonten-Fauna des Unterkarbon geprägt. Untergeordnet treten Einschaltungen geringmächtiger hellgelblicher, plattig brechender Lydite und grünlicher Tonschiefer auf.

## Wallanlage

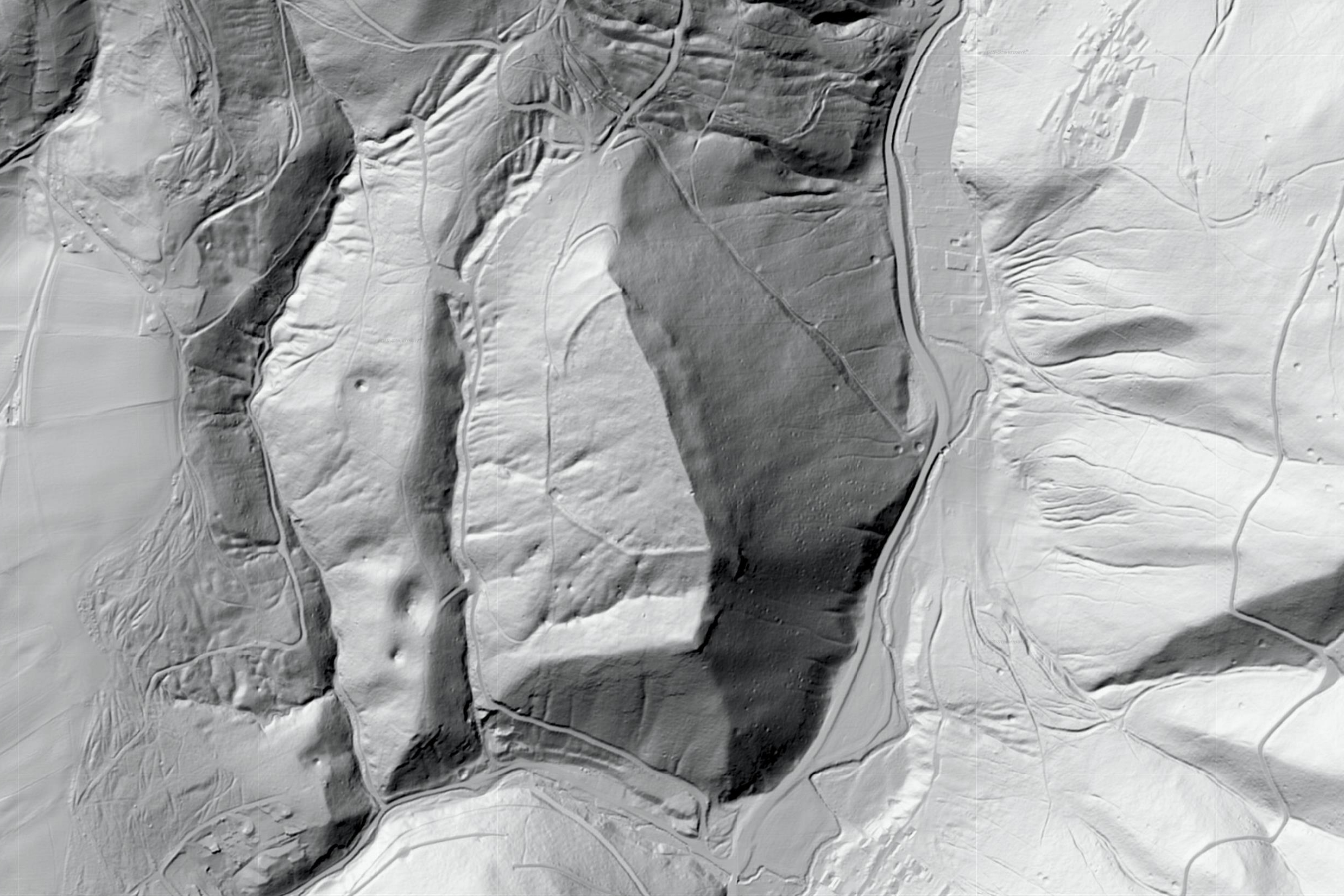
Geländemodell des Frauenkogels mit dem deutlich sichtbaren Grundriss der Wallanlage am Westhang

Auf dem Frauenkogel sind Reste einer frühmittelalterlichen Wallanlage erhalten. Funde eines Feuerschlageisens, eines Spornfragments und einiger Keramikbruchstücke ließen eine zeitliche Einordnung ins 10. Jahrhundert zu. Das Bauwerk wird daher mit den Magyarenkriegen in Verbindung gebracht und diente wahrscheinlich den Frauen und Kindern der bäuerlichen Bevölkerung als Fliehburg. Diether Kramer sieht in der Anlage einen ottonenzeitlichen Vorgänger der nahegelegenen Burg Gösting.
1966 wurde die Fliehburg erstmals von Rudolf Flucher ausführlich beschrieben. Der in Ansätzen noch erkennbare, mehr als 500 Meter lange Wall ist den Bodenformen des Berges angepasst und zeigt grob die Form eines Trapezoids. Während die Grundlinie am Bergkamm verläuft, befindet sich im Scheitelpunkt ein künstliches Wasserloch, in dem sich die Regenwässer sammeln. Neben kleinen Gräben finden sich zahlreiche von der Wallkrone gerutschte Felsblöcke, die – laut Analysen der Montanuniversität Leoben – mit Kalkmörtel verbunden waren.